# La Palma (California)
La Palma, fundada en 1955, es una ciudad ubicada en el condado de Orange en el estado estadounidense de California. En el año 2007 tenía una población de 15,408 habitantes y una densidad poblacional de 3,286.8 personas por km².

## Geografía
La Palma se encuentra ubicada en las coordenadas 33°50′58″N 118°2′38″O / 33.84944, -118.04389. Según la Oficina del Censo, la ciudad tiene un área total de 4,8 km² (1,9 mi²), de la cual 4,7 km² (1,8 mi²) es tierra y 0,1 km² (0 mi²) (2.16%) es agua.

### Localidades adyacentes
El siguiente diagrama muestra a las localidades en un radio de 8 kilómetros (5 mi) de La Palma.

## Demografía
Según la Oficina del Censo en 2000 los ingresos medios por hogar en la localidad eran de $68,438, y los ingresos medios por familia eran $74,524. Los hombres tenían unos ingresos medios de $50,988 frente a los $36,242 para las mujeres. La renta per cápita para la localidad era de $26,598. Alrededor del 4.9% de la población estaban por debajo del umbral de pobreza.